# 시맨틱 스칼라
시맨틱 스칼라(Semantic Scholar, S2)는 과학 문헌을 위한 인공지능 기반의 연구 도구이다. 2015년 11월 2일 앨런 AI 연구소에서 개발, 처음 공개되었다. 시맨틱 스칼라는 발전된 자연어 처리을 이용해 학술 문헌의 요약문을 제공한다. 시맨틱 스칼라 팀은 자연어 처리, 기계 학습, 인간-컴퓨터 상호 작용, 정보 검색에서 AI의 활용 부문을 집중적으로 연구하고 있다.
시맨틱 스칼라는 컴퓨터 과학, 지구과학, 신경과학 부문의 문헌 데이터베이스로 시작했다. 2017년에는 의학 논문 부문도 추가되기 시작했다. 2022년 9월 기준 모든 과학 분야에서 총 2억 편이 넘는 논문을 모아두고 있다.

## 같이 보기
- 지식 추출
- 과학계량학